# فيك ميلن
فيك ميلن (بالإنجليزية: Vic Milne)‏ (22 يونيو 1897 في المملكة المتحدة - 6 سبتمبر 1971 في المملكة المتحدة) هو لاعب كرة قدم بريطاني (وحمل سابقاً جنسية المملكة المتحدة لبريطانيا العظمى وأيرلندا) في مركز الدفاع. لعب مع أستون فيلا ونادي أبردين.